# 후라리 긴자/자유로운 나라니까
《후라리 긴자/자유로운 나라니까》(フラリ銀座／自由な国だから 후라리 긴자/지유나고쿠다가라[*])는 2018년 10월 24일 발매된 모닝구무스메'18의 예순여섯 번째 싱글이다.

## 개요
- 이이쿠보 하루나의 마지막 참가 싱글
- 초회한정반 A, B, SP, 통상반 A, B의 5 형태로 발매.
- 초회한정반 A, B, SP에는 DVD가 같이 수록되고 있다.
- 모든 초회한정반에는 이벤트 추첨 일련 번호 카드가 봉입되고 있다.

## 수록곡

### CD
1. フラリ銀座
작사, 작곡 : 층쿠 / 편곡 : 히라타 쇼이치로
2. 自由な国だから
작사, 작곡 : 층쿠 / 편곡 : 오쿠보 카오루
3. Y字路の途中 (Additional Track)
작사, 작곡 : 오하시 리코 / 편곡 : 다카하시 슌페이
4. フラリ銀座 (Instrumental)
5. 自由な国だから (Instrumental)

### DVD
초회한정반 A
1. フラリ銀座 (Music Video)

초회한정반 B
1. 自由な国だから (Music Video)

초회한정반 SP
1. フラリ銀座 (Dance Shot ver.)
2. 自由な国だから (Dance Shot ver.)
3. 메이킹 영상

## 차트
- 일간최고순위 2위 (오리콘 차트)
- 주간최고순위 2위 (오리콘 차트)